# Герб комуни Отвідаберг
Герб комуни Отвідаберг (швед. Åtvidabergs kommunvapen) — символ шведської адміністративно-територіальної одиниці місцевого самоврядування комуни Отвідаберг. 

## Історія
Герб було розроблено для торговельного містечка (чепінга) Отвідаберг. Отримав королівське затвердження 1947 року.    
Після адміністративно-територіальної реформи, проведеної в Швеції на початку 1970-х років, муніципальні герби стали використовуватися лишень комунами. Цей герб був 1971 року перебраний для нової комуни Отвідаберг.
Герб комуни офіційно зареєстровано 1974 року.

## Опис (блазон)
У золотому полі на зеленому тригорбі золотий алхімічний знак міді, у зеленій главі — золотий рубанок.

## Зміст
Тригорб і алхімічний знак символізує гірничодобувну промисловість і видобуток міді. Рубанок вказує на столярні промисли.     